# Pituffik Space Base
Pituffik Space Base (IATA: THU, ICAO: BGTL), powszechnie znana pod swoją dawną nazwą Thule Air Base – amerykańska baza wojskowa na Grenlandii, działająca od 1951 roku. Znajduje się w północno-zachodniej części wyspy, niedaleko Qaanaaq, około 1200 km na północ od koła podbiegunowego.
Baza jest jedną z najbardziej wysuniętych na północ instalacji wojskowych na świecie, najbardziej wysuniętym na północ portem morskim mogącym obsłużyć panamaksy, a jej znaczenie jest kluczowe dla bezpieczeństwa USA ze względu na pełnione funkcje obserwacyjne i obronne.

## Rola i znaczenie geopolityczne

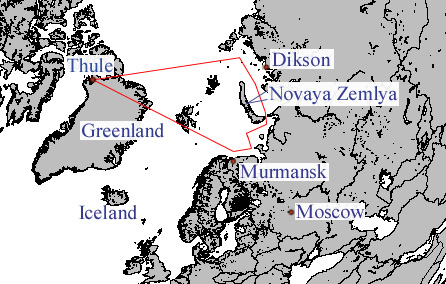
Trasa rozpoznawcza z bazy lotniczej Thule

Baza jest integralną częścią systemu Ballistic Missile Early Warning System (BMEWS), który monitoruje przestrzeń powietrzną nad biegunem północnym w poszukiwaniu oznak startu pocisków balistycznych. To pozwala na wczesne ostrzeganie i przygotowanie odpowiedzi obronnej.
W 2023 roku baza została przemianowana na Pituffik Space Base, co odzwierciedla jej nową rolę w ramach US Space Force. Dotyczy to m.in. monitorowania satelitów, śledzenia obiektów kosmicznych oraz wsparcia w operacjach kosmicznych.
Lokalizacja bazy ma strategiczne znaczenie, szczególnie w kontekście rosnącego zainteresowania Arktyką jako nowym obszarem potencjalnych konfliktów i współpracy międzynarodowej. Zmiany klimatyczne otwierają nowe, arktyczne szlaki żeglugowe i uwalniają niedostępne wcześniej zasoby naturalne, co podnosi znaczenie geostrategiczne baz w tym regionie świata.

## Historia
Po inwazji Niemiec na Danię w 1940 roku, Grenlandia, jako terytorium duńskie, stała się potencjalnym celem strategicznym dla obu stron konfliktu. Stany Zjednoczone, dbając o swoje interesy i bezpieczeństwo kontynentu, rozpoczęły operacje na terenie Grenlandii, aby zapobiec jej zajęciu przez Niemcy. W 1941 roku USA i przebywający na emigracji przedstawiciele Danii (przy sprzeciwie rządu przebywającego w okupowanej przez Niemców Kopenhadze) podpisali umowę, która zezwalała Amerykanom na budowę baz wojskowych na wyspie, w tym Bluie West-6 znajdujące się w miejscu przyszłej bazy Thule.
Baza Thule została założona w 1951 roku w ramach operacji Blue Jay, w odpowiedzi na potrzeby strategiczne Stanów Zjednoczonych podczas zimnej wojny. Lokalizacja bazy została wybrana ze względu na jej bliskość do bieguna północnego, idealną do monitorowania działań Związku Radzieckiego. Thule szybko stała się kluczowym elementem wczesnego systemu ostrzegania przed atakiem nuklearnym. Nazwa Thule pochodzi od starożytnej greckiej nazwy dalekiej, legendarnej, północnej krainy, co odzwierciedla izolację i odległość bazy od cywilizacji.
W 1959 roku w odległości 240 km od bazy rozpoczęto budowę pilotażowego kompleksu Projektu Iceworm.
W 1968 roku w okolicy bazy rozbił się samolot B-52, mający na pokładzie cztery bomby termojądrowe. Ich uszkodzenie doprowadziło do skażenia lokalnego terenu materiałami radioaktywnymi, które zostało znacznie zredukowane w wyniku operacji Crested Ice, nieoficjalnie nazywanej również jako Dr. Freezelove (aluzji do filmu Doktor Strangelove, czyli jak przestałem się martwić i pokochałem bombę).
W 2023 roku, w odpowiedzi na potrzeby nowej ery kosmicznej i wzrost strategicznego znaczenia Arktyki, baza została przemianowana na Pituffik Space Base i przekazana pod zarząd US Space Force. Samo słowo Pituffik jest oryginalnym określeniem ludności rdzennej na to miejsce.